# Marid Mutalimov
Marid Kamilovitj Mutalimov (kazakiska: Марид Камилович Муталимов), född den 22 februari 1980 i Machatjkala i Dagestanska ASSR i Sovjetunionen (nu Dagestan i Ryssland), är en kazakisk brottare som tog OS-brons i supertungviktsbrottning i fristilsklassen 2008 i Peking.